# Novi Glog (Serbia)
Novi Glog (cyr. Нови Глог) – wieś w Serbii, w okręgu pczyńskim, w gminie Trgovište. W 2011 roku liczyła 76 mieszkańców.